# Stęszew (stacja kolejowa)
Stęszew – stacja kolejowa w mieście Stęszew, w woj. wielkopolskim, w Polsce. Według klasyfikacji PKP ma kategorię dworca lokalnego.

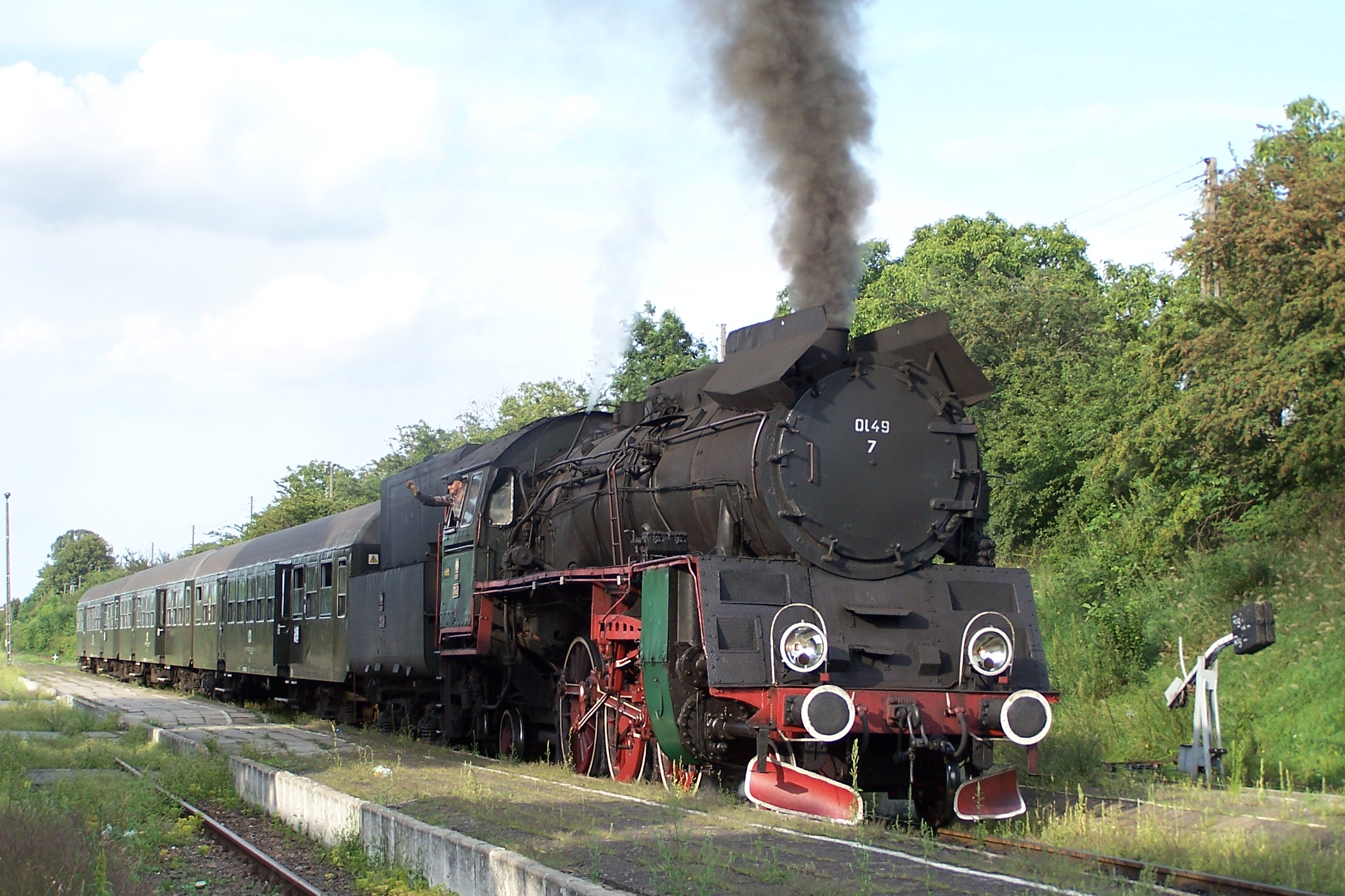
Parowóz Ol49 na stacji Stęszew

## Ruch pasażerski
| Rok   | Wymiana pasażerska na dobę |
| ----- | -------------------------- |
| 2018. | 700-999                    |
| 2022  | 700-999                    |

Przez stację przebiega  szlak pieszy Iłowiec-Mosina-Łódź-Stęszew-Tomice-Otusz, na stacji swój początek ma  Szlak pieszy Stęszew - Szreniawa. Przy stacji stosunkowo często można zobaczyć lokomotywę parową, ponieważ Stęszew znajduje się niedaleko Wolsztyna, w którym jest słynna parowozownia.